# 1000 Lake Shore Plaza
1000 Lake Shore Plaza is een wolkenkrabber in Chicago, Verenigde Staten. Het gebouw, dat staat aan 1000 North Lake Shore Drive, werd in 1964 opgeleverd. Het is 179,83 meter hoog en telt 55 verdiepingen. Het gebouw is ontworpen door Sidney Morris & Associates en was tot 1999 het hoogste gebouw van de stad met balkons. In dat jaar nam de Park Tower deze titel over. 1000 Lake Shore Plaza bevat onder andere een fitnesscentrum, een binnenzwembad en een zonnedek.